# Oskar Reincke
Oskar Reincke (auch Reinke; * 10. Januar 1907 in Hamburg; † 10. Juli 1944 ebenda) war ein deutscher Kommunist und Widerstandskämpfer gegen den Nationalsozialismus.

## Leben
Oskar Reincke wuchs in Hamburg als Sohn eines Schiffskontrolleurs auf. Er begann eine Zimmermannslehre, brach diese aber ab, da der Beruf ihn körperlich überforderte, und arbeitete anschließend als Quartiermacher.
1924 schloss sich Reincke dem Kommunistischen Jugendverband an und übernahm wenig später eine Kreisleitung. 1927 wurde er als Hilfserzieher eines Hamburger Jugendamtes angestellt und besuchte 1929 ein sozialpädagogisches Seminar. Wenig später trat Reincke der Kommunistischen Partei Deutschlands (KPD) bei und übernahm 1932 die Leitung des KPD-Unterbezirks Flensburg. 
1932 heiratete er Ella Seidel, die bereits seit 1924 der KPD angehörte. Am 12. März 1933 wurde Reincke in die Flensburger Stadtverordneten-Versammlung gewählt. Er konnte sein Mandat aufgrund der erlassenen „Reichstagsbrand-Verordnung“ nicht wahrnehmen. Mitte 1933 wurde Reincke verhaftet und bis 1935 in verschiedenen Konzentrationslagern gefangengehalten. Seine Frau versuchte in Hamburg unterzutauchen, wurde jedoch festgenommen und zu einer mehrjährigen Gefängnisstrafe verurteilt. Nach ihrer Freilassung lebten beide in Hamburg. Reincke fand nach erneuter kürzerer Haft Arbeit in einer Papiersackfabrik und schloss sich ab 1939 wieder dem Hamburger Widerstand an.
Im Dezember 1941 beschloss Reincke zusammen mit Bernhard Bästlein, Robert Abshagen und Franz Jacob die Gründung einer Widerstandsgruppe gegen den Nationalsozialismus und gehörte der dreiköpfigen Leitung an. Reincke wurde am 17. Oktober 1942 erneut verhaftet und zum Tode verurteilt. Am 10. Juli 1944 wurde Reincke in der Untersuchungshaftanstalt Hamburg am Holstenglacis hingerichtet.

## Ehrungen
Reinckes Name ist Bestandteil einer Ehrentafel am Eingang zum Flensburger Ratssaal, die an die Mitglieder der Flensburger Stadtverordneten-Versammlung erinnert, denen ihr Mandat durch das NS-Regime entzogen wurde.
Vor der Untersuchungshaftanstalt Hamburg wurde 2024 ein Stolperstein für Oskar Reincke verlegt.